# Darren Anderton
Darren Anderton, né le 3 mars 1972 à Southampton (Angleterre), est un footballeur international anglais, qui évolue au poste d'ailier ou de milieu de terrain du début des années 1990 à la fin des années 2000.
Anderton a marqué sept buts lors de ses trente sélections avec l'équipe d'Angleterre entre 1994 et 2001.

## Biographie
Darren Anderton intègre le centre de formation du Portsmouth FC en février 1988 provenance des Itchen Saints.

## Carrière de joueur
- 1990-1992 : Portsmouth FC
- 1992-2004 : Tottenham Hotspur
- 2004-2005 : Birmingham City
- 2005-2006 : Wolverhampton Wanderers
- 2006-2008 : AFC Bournemouth [1],[2]

## Palmarès

### En équipe nationale
- 30 sélections et 7 buts avec l'équipe d'Angleterre entre 1994 et 2001.
- Demi-finaliste du Championnat d'Europe 1996.
- Participation à la Coupe du monde 1998.
- Première sélection : Angleterre - Danemark (1-0), le 9 mars 1994 à Londres.

### Avec Tottenham Hotspur
- Vainqueur de la Coupe de la Ligue en 1999.
- Finaliste de la Coupe de la Ligue en 2002.

## Anecdote
- En 1995, il marque un superbe but avec l'équipe d'Angleterre contre la Suède, d'une reprise de volée en plein élan qui touche les deux montants avant de finir sa course dans les filets.
- Il finit sa carrière à l'AFC Bournemouth où il fut la star de l'équipe avec le talentueux jeune attaquant Brett Pitman.